# Formation de Subashi
La formation de Subashi (chinois : 苏巴什组) est une formation géologique du Crétacé supérieur (du Campanien au Maastrichtien) située dans la région autonome du Xinjiang, dans l'ouest de la Chine. Initialement décrite par Dong Zhiming en 1977, cette formation contient des restes de Tarbosaurus qui furent initialement décrits comme un taxon distinct sous le nom de Shanshanosaurus huoyanshanensis. Des restes d'un sauropode, probablement Nemegtosaurus, ainsi que d'un hadrosauridé, vraisemblablement Jaxartosaurus, y ont également été découverts.
La formation est située dans la région des monts Flamboyants du Xinjiang, au nord de la dépression de Tourfan. Elle se trouve à proximité de la ville de Lianmuqin (en), dans le Xian de Piqan, et tire vraisemblablement son nom du village de Subashi (42,91972°N 89,74333°E), situé à environ 15 kilomètres à l'ouest de Lianmuqin, dans le canton de Tuyoq (吐峪沟乡).

## Teneur en fossiles
Les fossiles suivants ont été signalés dans la formation : 

### Dinosaures

#### Ornithischiens
| Ornithopodes de la formation de Subashi | Ornithopodes de la formation de Subashi | Ornithopodes de la formation de Subashi | Ornithopodes de la formation de Subashi | Ornithopodes de la formation de Subashi | Ornithopodes de la formation de Subashi | Ornithopodes de la formation de Subashi             |
| Genre                                   | Espèces                                 | Emplacement                             | Position stratigraphique                | Matériel                                | Notes                                   | Images                                              |
| --------------------------------------- | --------------------------------------- | --------------------------------------- | --------------------------------------- | --------------------------------------- | --------------------------------------- | --------------------------------------------------- |
| Euoplocephalus                          | E. tutus                                |                                         |                                         |                                         | Un ankylosaurinae                       | Squelette d'Euoplocephalus tutus.                   |
| Jaxartosaure                            | J. fuyunensis                           |                                         |                                         |                                         | Un hadrosauridé lambéosauriné           | Reconstitution du crâne de Jaxartosaurus aralensis. |

#### Sauropodes
| Sauropodes de la formation de Subashi | Sauropodes de la formation de Subashi | Sauropodes de la formation de Subashi | Sauropodes de la formation de Subashi | Sauropodes de la formation de Subashi | Sauropodes de la formation de Subashi | Sauropodes de la formation de Subashi       |
| Genre                                 | Espèces                               | Emplacement                           | Position stratigraphique              | Matériel                              | Notes                                 | Images                                      |
| ------------------------------------- | ------------------------------------- | ------------------------------------- | ------------------------------------- | ------------------------------------- | ------------------------------------- | ------------------------------------------- |
| Nemegtosaure                          | N. pachi                              |                                       |                                       | Dents                                 | Un titanosaure némegtosauridé         | Reconstitution de la tête de Nemegtosaurus. |
| Titanosauridae Indet.                 | Indéterminé                           |                                       |                                       |                                       |                                       |                                             |

#### Théropodes
| Théropodes de la formation de Subashi | Théropodes de la formation de Subashi | Théropodes de la formation de Subashi | Théropodes de la formation de Subashi | Théropodes de la formation de Subashi | Théropodes de la formation de Subashi | Théropodes de la formation de Subashi                      |
| Genre                                 | Espèces                               | Emplacement                           | Position stratigraphique              | Matériel                              | Notes                                 | Images                                                     |
| ------------------------------------- | ------------------------------------- | ------------------------------------- | ------------------------------------- | ------------------------------------- | ------------------------------------- | ---------------------------------------------------------- |
| Coelurosauria Indet.                  | Indéterminé                           |                                       |                                       |                                       |                                       |                                                            |
| Tarbosaure                            | T. baatar                             |                                       |                                       |                                       | Un théropode tyrannosaure             | Tarbosaurus restitué par le paléoartiste Dimitri Bogdanov. |

### Tortues
| Tortue de la formation de Subashi | Tortue de la formation de Subashi | Tortue de la formation de Subashi | Tortue de la formation de Subashi | Tortue de la formation de Subashi | Tortue de la formation de Subashi | Tortue de la formation de Subashi |
| Genre                             | Espèces                           | Emplacement                       | Position stratigraphique          | Matériel                          | Notes                             | Images                            |
| --------------------------------- | --------------------------------- | --------------------------------- | --------------------------------- | --------------------------------- | --------------------------------- | --------------------------------- |
| Gravemys                          | G. hutchisoni                     |                                   |                                   |                                   | Une tortue lindholmemydid         |                                   |